# Joel Damahou
Joel Damahou (* 28. Januar 1987 in Koumassi, Ébrié-Lagune) ist ein ivorischer ehemaliger Fußballspieler.

## Karriere
Damahou spielte ab 1999 in Frankreich, unter anderem bei Paris FC. Von 2008 bis 2010 spielte er in der viertklassigen Regionalliga West für die zweite Mannschaft von Borussia Mönchengladbach. Er kam dort in zwei Spielzeiten auf 45 Einsätze und erzielte ein Tor. Im Juli 2010 wechselte er zu Kickers Offenbach in die 3. Liga, für die er im ersten Pflichtspiel der Saison 2010/11 direkt in der Startformation stand. Am 21. April 2011 wurde bekannt, dass der hessische Drittligist dem Mittelfeldspieler aufgrund eines "groben Vertrauensbruches" fristlos gekündigt hatte. Zu Beginn der Saison 2011/12 schloss sich Damahou dem israelischen Erstligisten FC Bnei Sachnin an, ein Jahr später wechselte er zu Maccabi Haifa.